# Adiós, chico de mi barrio
«Adiós, chico de mi barrio» es una canción escrita y compuesta por la cantante y compositora argentina Liliana Ester Maturano bajo su seudónimo Tormenta en el año 1969. Grabada por primera vez en 1970, y publicada en un álbum en 1971 con el nombre homónimo de la canción.
Esta canción es un icono y un clásico durante su carrera musical. Esta canción llevó a Tormenta a la fama Internacional entre 1971 y 1972.

## Historia
La canción fue escrita entre los años 1960. Fue el tercer simple de difusión de la cantautora, este simple la llevó al estrellato internacional, Lo que la convierte en una canción emblemática de Tormenta, con tan solo 18 años.
La historia de la canción se trata de los adolescentes jóvenes de esas épocas, con el cabello largo, la cara sucia, y flores en el pelo mientras caminan descalzos. 

## Versiones
La canción se reeditó tres veces en estudio por la misma artista, ellas fueron:
- 1971 (versión original)
- 1999 (nueva versión), se publicó en el álbum titulado "Mi Historia"
- 2015 (nueva versión), se lanzó al nombre de Adiós, chico de mi barrio (Version 2015)

#### Versiones en vivo
- 2007: Tormenta: En vivo (Teatro Premier)
- 2021: Tormenta: Intima (Live)